# Departamento de Garzón
El departamento de Garzón es un extinto departamento de Colombia. Fue creado el 5 de agosto de 1908, siendo parte de las reformas administrativas del presidente de la república Rafael Reyes respecto a división territorial. El departamento duró poco, pues el mismo Reyes lo suprimió el mismo año por medio del decreto 916, asignando los municipios que lo conformaban al departamentos de Huila.

## División territorial
El departamento de Garzón, capital Garzón, se componía de los municipios que formaban la provincia de Garzón, y del territorio del Caquetá que pertenecía al departamento del Huila.
Las provincias estaban conformadas así:
- Provincia de Garzón: Garzón (capital), Carnicerías, Hato, Gigante, La Plata, Pital, Timaná, Pitalito, San Agustín y Acevedo.